# Longoprazismo
O Longoprazismo ou longotermismo (do inglês, longtermism) é uma posição ética que prioriza a melhoria do futuro a longo prazo. É um conceito importante no altruísmo eficaz e serve como motivação primária para os esforços para reduzir os riscos existenciais para a humanidade.
Sigal Samuel da Vox resume o argumento chave para o longoprazismo da seguinte forma: "as pessoas do futuro importam moralmente tanto quanto as pessoas vivas hoje; (...) pode muito bem existir mais pessoas vivas no futuro do que existe no presente ou que houve no passado; e (...) nós podemos afetar positivamente a vida das pessoas do futuro." Essas três ideias juntas sugerem, para aqueles que defendem o longoprazismo, que é responsabilidade daqueles que vivem agora garantir que as gerações futuras sobrevivam e floresçam.

## Definição
O filósofo William MacAskill define o longoprazismo no seu livro What We Owe the Future como "a visão de que influenciar positivamente o futuro a longo prazo é uma prioridade moral fundamental do nosso tempo".(p4) Ele o distingue do longoprazismo forte (do inglês, strong longtermism), "a visão de que influenciar positivamente o futuro de longo prazo é a principal prioridade moral do nosso tempo".
No seu livro The Precipice: Existential Risk and the Future of Humanity, o filósofo Toby Ord descreve o longoprazismo da seguinte forma: "longoprazismo (...) está especialmente preocupado com os impactos das nossas ações sobre o futuro de longo prazo. Leva a sério o facto de que a nossa própria geração é apenas uma página numa história muito mais longa, e que o nosso papel mais importante pode ser como moldamos – ou deixamos de moldar – essa história. Trabalhar para salvaguardar o potencial da humanidade é um caminho para um impacto tão duradouro e pode haver outros também."(52-53) Além disso, Ord observa que "o longoprazismo é animado por uma reorientação moral em direção ao vasto futuro que os riscos existenciais ameaçam encerrar".(52-53)
Como geralmente é inviável usar técnicas de investigação tradicionais, como ensaios clínicos aleatorizados para analisar riscos existenciais, investigadores como Nick Bostrom usaram métodos como a obtenção da opinião de especialistas para estimar a sua importância. Ord ofereceu estimativas de probabilidade para vários riscos existenciais no seu livro de 2020 The Precipice.(p167)

## História
O termo "longtermism" ("longoprazismo") foi cunhado por volta de 2017 pelos filósofos de Oxford William MacAskill e Toby Ord, e a visão inspira-se no trabalho de Nick Bostrom, Nick Beckstead e outros.
No entanto, embora a sua cunhagem seja relativamente nova, alguns aspetos do longoprazismo foram pensados há séculos. A constituição oral da Confederação Iroquois, a Gayanashagowa, encoraja todas as tomadas de decisão a “ter sempre em vista não apenas o presente, mas também as gerações vindouras”. Isso tem sido interpretado no sentido de que as decisões devem ser tomadas de modo a beneficiar a sétima geração no futuro.
Estas ideias ressurgiram no pensamento contemporâneo com pensadores como Derek Parfit no seu livro Reasons and Persons, de 1984, e Jonathan Schell, no seu livro The Fate of the Earth, de 1982.

## Comunidade
Ideias de longoprazismo deram origem a uma comunidade de indivíduos e organizações que trabalham para proteger os interesses das gerações futuras. As organizações que trabalham em tópicos de longoprazismo incluem o Centre for the Study of Existencial Risk da Universidade de Cambridge,  o Future of Humanity Institute da Universidade de Oxford e o Global Priorities Institute, 80.000 Hours, Open Philanthropy, o Future of Life Institute,  The Forethought Foundation e outros.

## Implicações para a ação
Investigadores que estudam o longoprazismo acreditam que podemos melhorar o futuro a longo prazo de duas formas: "evitando catástrofes permanentes, garantindo assim a sobrevivência da civilização; ou mudando a trajetória da civilização para torná-la melhor enquanto dura... Em termos gerais, garantir a sobrevivência aumenta a quantidade de vida futura; mudanças de trajetória aumentam a sua qualidade".(35-36)

### Riscos existenciais
Um risco existencial é "um risco que ameaça a destruição do potencial de longo prazo da humanidade", (p59) incluindo riscos que causam extinção humana ou colapso social permanente. Exemplos desses riscos incluem guerra nuclear, pandemias naturais e projetadas, alterações climáticas extremas, totalitarismo global estável e tecnologias emergentes como inteligência artificial e nanotecnologia.(213-214) A redução de qualquer um desses riscos pode melhorar significativamente o futuro no longo prazo, aumentando o número e a qualidade das vidas futuras. Consequentemente, os defensores do longoprazismo argumentam que a humanidade está num momento crucial da sua história, onde as escolhas feitas neste século podem moldar todo o seu futuro.(3-4)
Os proponentes do longoprazismo apontaram que a humanidade gasta menos de 0,001% do produto bruto mundial anualmente em causas de longoprazismo (ou seja, atividades explicitamente destinadas a influenciar positivamente o futuro de longo prazo da humanidade). Isto é menos de 5% do valor que é gasto anualmente em gelado nos EUA, levando Toby Ord a argumentar que a humanidade “começa a gastar mais para proteger o nosso futuro do que com gelado, e decide para onde ir a partir daí. ”.(p58, 63)

### Mudanças de trajetória
Os riscos existenciais são exemplos extremos do que os investigadores chamam de "mudança de trajetória". No entanto, pode existir outras formas de influenciar positivamente como o futuro se desenrolará. O economista Tyler Cowen argumenta que aumentar a taxa de crescimento económico é uma prioridade moral, porque tornará as gerações futuras mais ricas. Outros investigadores pensam que melhorar instituições como governos nacionais e órgãos de governança internacionais pode trazer mudanças positivas na trajetória.
Outra forma de provocar uma mudança de trajetória é alterando os valores sociais. William MacAskill argumenta que a humanidade não deve esperar que alterações positivas de valor ocorram por predefinição. Por exemplo, a maioria dos historiadores agora acredita que a abolição da escravidão não era moral ou economicamente inevitável. Christopher Leslie Brown, em vez disso, argumenta no seu livro de 2006, Moral Capital, que uma revolução moral tornou a escravidão inaceitável num momento em que ainda era extremamente lucrativa. MacAskill argumenta que a abolição pode ser um ponto de viragem em toda a história humana, com a prática improvável de retornar. Por esta razão, trazer mudanças positivas de valor na sociedade pode ser uma forma pela qual a geração atual pode influenciar positivamente o futuro de longo prazo.

### Vivendo num momento crucial
Os longoprazistas argumentam que vivemos num momento crucial na história humana. Derek Parfit escreveu que "vivemos durante a charneira da história" e William MacAskill afirma que "o destino de longo prazo do mundo depende em parte das escolhas que fazemos nas nossas vidas"(p6) uma vez que "a sociedade ainda não se estabeleceu num estado estável, e somos capazes de influenciar em qual estado estável acabamos".(p28)
Durante a maior parte da história humana, não ficou claro como influenciar positivamente o futuro de muito longo prazo. No entanto, dois desenvolvimentos relativamente recentes podem ter mudado isso. Desenvolvimentos em tecnologia, como armas nucleares, deram, pela primeira vez, à humanidade o poder de se aniquilar, o que impactaria o futuro de longo prazo, impedindo a existência e o florescimento de gerações futuras. Ao mesmo tempo, o progresso feito nas ciências físicas e sociais deu à humanidade a capacidade de prever com mais precisão (pelo menos alguns) os efeitos de longo prazo das ações tomadas no presente.
MacAskill também observa que o nosso tempo presente é altamente incomum, pois "vivemos numa era que envolve uma quantidade extraordinária de mudanças"(p26)— tanto em relação ao passado (onde as taxas de progresso económico e tecnológico foram muito lentas) quanto ao futuro (já que as taxas de crescimento atuais não podem continuar por muito tempo antes de atingir os limites físicos).(26-28)

## Considerações teóricas

### Teoria moral
O longoprazismo tem sido defendido apelando para várias teorias morais. O utilitarismo pode motivar o longoprazismo, dada a importância que atribui à busca do maior bem para o maior número, com a expectativa de que as gerações futuras sejam a grande maioria de todas as pessoas que já existiram. As teorias morais consequencialistas – das quais o utilitarismo é apenas um exemplo – podem geralmente simpatizar com o longoprazismo, uma vez que, seja o que for que a teoria considere moralmente valioso, provavelmente haverá muito mais no futuro do que no presente.

No entanto, outras estruturas morais não consequencialistas também podem inspirar o longoprazismo. Por exemplo, Toby Ord considera a responsabilidade que a geração atual tem para com as gerações futuras como baseada no trabalho árduo e nos sacrifícios feitos pelas gerações passadas. Ele escreve:
“Como a flecha do tempo torna muito mais fácil ajudar as pessoas que vêm depois de você do que as pessoas que vêm antes, a melhor forma de entender a parceria das gerações pode ser assimétrica, com todos os deveres fluindo para à frente no tempo – pagando adiante. Nessa visão, os nossos deveres para com as gerações futuras podem ser fundamentados no trabalho que os nossos ancestrais fizeram por nós quando éramos gerações futuras.”(p42)

### Avaliando os efeitos no futuro
No seu livro What We Owe the Future, William MacAskill discute como os indivíduos podem moldar o curso da história. Ele apresenta uma estrutura de três partes para pensar sobre os efeitos no futuro, que afirma que o valor a longo prazo de um resultado que podemos trazer depende da sua significância, persistência e contingência.(31-33) Ele explica que a significância "é o valor médio agregado pela realização de um determinado estado de coisas", a persistência significa "quanto tempo esse estado de coisas dura, uma vez ocorrido", e a contingência "refere-se à medida em que o estado das coisas depende da ação de um indivíduo".(p32) Além disso, MacAskill reconhece a incerteza generalizada, tanto moral quanto empírica, que envolve o longoprazismo e oferece quatro lições para ajudar a orientar as tentativas de melhorar o futuro a longo prazo: tomar ações robustas e boas, construir opções, aprender mais e evitar causar danos.

### Ética populacional
A ética populacional desempenha um papel importante no pensamento longoprazista. Muitos defensores do longo prazo aceitam a visão total da ética populacional, segundo a qual trazer mais pessoas felizes à existência é bom, todas as outras coisas sendo iguais. Aceitar essa visão torna o argumento do longoprazismo particularmente forte porque o facto de que pode existir um grande número de pessoas no futuro significa que melhorar as suas vidas e, crucialmente, garantir que essas vidas aconteçam, tem um valor enorme.

### Outros seres sencientes
O longoprazismo é frequentemente discutido em relação aos interesses das futuras gerações de humanos. No entanto, alguns proponentes do longo prazo também atribuem alto valor moral aos interesses de seres não humanos. A partir desta perspetiva, defender o bem-estar animal pode ser uma área de causa de longoprazismo extremamente importante, porque uma norma moral de se preocupar com o sofrimento da vida não humana pode persistir por muito tempo se for generalizada.

### Taxa de desconto
O longoprazismo implica que devemos usar uma taxa de desconto social relativamente pequena ao considerar o valor moral do futuro distante. No modelo padrão de Ramsey usado em economia, a taxa de desconto social {\displaystyle \rho } É dada por:
{\displaystyle \rho =\eta g+\delta ,}
Onde {\displaystyle \eta } é a elasticidade da utilidade marginal do consumo, {\displaystyle g} é a taxa de crescimento e {\displaystyle \delta } é uma quantidade que combina a "taxa de catástrofe" (descontando o risco de que os benefícios futuros não ocorram) e a preferência temporal pura (valorizando os benefícios futuros intrinsecamente menos do que os presentes). Ord argumenta que a preferência temporal pura diferente de zero é ilegítima, uma vez que as gerações futuras importam moralmente tanto quanto a geração presente. Além disso, {\displaystyle \eta } aplica-se apenas a benefícios monetários, não a benefícios morais, uma vez que se baseia na diminuição da utilidade marginal do consumo. Assim, o único fator que deve afetar a taxa de desconto é a taxa de catástrofe, ou o nível de fundo de risco existencial.(241-245)
Em contraste, Andreas Mogensen argumenta que uma taxa positiva de preferência temporal pura {\displaystyle \delta } pode ser justificada com base no parentesco. Ou seja, a moralidade do senso comum permite-nos ser parciais com aqueles mais intimamente relacionados connosco, de modo que "podemos permissivelmente ponderar o bem-estar de cada geração sucessiva menos do que o da geração anterior".(p9) Essa visão é chamada de temporalismo e afirma que "a proximidade temporal (...) fortalece certos deveres morais, inclusive o dever de salvar".

## Críticas

### Falta de noção
Uma objeção ao longoprazismo é que ele baseia-se em previsões dos efeitos das nossas ações em horizontes de tempo muito longos, o que é difícil na melhor das hipóteses e impossível na pior. Em resposta a esse desafio, investigadores interessados no longoprazismo têm procurado identificar eventos de "bloqueio de valor" - eventos, como a extinção humana, que podemos influenciar no curto prazo, mas que terão efeitos futuros previsíveis e duradouros.

### Despriorização de questões imediatas
Outra preocupação é que o longoprazismo pode levar à despriorização de questões mais imediatas. Por exemplo, alguns críticos argumentam que considerar o futuro da humanidade em termos dos próximos 10.000 ou 10 milhões de anos pode levar a minimizar os efeitos económicos de curto prazo das alterações climáticas. Eles também preocupam-se que, ao especificar o objetivo final do desenvolvimento humano como "maturidade tecnológica", ou a subjugação da natureza e a maximização da produtividade económica, a visão de mundo de longoprazismo possa agravar a crise ambiental e justificar atrocidades em nome de atingir quantidades "astronómicas" de valor futuro. O antropólogo Vincent Ialenti argumentou que evitar isso exigirá que as sociedades adotem um “longoprazismo mais texturizado, multifacetado e multidimensional que desafie os silos de informação insulares e as câmaras de eco disciplinares”.
Os defensores do longoprazismo respondem que os tipos de ações que são boas para o futuro de longo prazo geralmente também são boas para o presente. Um exemplo disso é a preparação para pandemias. Preparar-se para as piores pandemias – aquelas que podem ameaçar a sobrevivência da humanidade – também pode ajudar a melhorar a saúde pública no presente. Por exemplo, financiar investigações e inovações em antivirais, vacinas e equipamentos de proteção individual, bem como pressionar governos para se prepararem para pandemias, pode ajudar a prevenir ameaças à saúde de menor escala para as pessoas hoje.

### Confiança em pequenas probabilidades de grandes recompensas
Uma outra objeção ao longoprazismo é que ele baseia-se em aceitar apostas de baixa probabilidade de pagamentos extremamente grandes, em vez de apostas mais certas de pagamentos mais baixos (desde que o valor esperado seja maior). De uma perspetiva de longoprazismo, parece que se a probabilidade de algum risco existencial for muito baixa e o valor do futuro for muito alto, trabalhar para reduzir o risco, mesmo que em pequenas quantidades, tem um valor esperado extremamente alto. Uma ilustração desse problema é o assalto de Pascal, que envolve a exploração de um maximizador de valor esperado por meio da sua disposição de aceitar apostas tão baixas de probabilidade de grandes recompensas.
Os defensores do longoprazismo adotaram uma variedade de respostas a essa preocupação, variando de morder a bala, até aqueles a argumentar que o longoprazismo não precisa de depender de probabilidades minúsculas, pois as probabilidades de riscos existenciais estão dentro da faixa normal de riscos que as pessoas procuram mitigar - por exemplo, usar cinto de segurança em caso de acidente de carro.